# Прокопьевский (Зиминский район)
Прокопьевский — исчезнувший участок на территории Харайгунского сельского поселения Зиминского района.

## История
Основан в 1923 году. Согласно переписи населения СССР 1926 года хутор в 1 двор, где проживали 9 человек (5 мужчин и 4 женщины). В 1920-е-1930-е годы входил в состав Кундулунского сельсовета. Населённый пункт получил развитие в связи с образованием в 1940 году Филипповского сельсовета, в состав которого он стал входить. Входил в его состав и на 1966 год. В связи с проведением политики укрупнения колхозно-совхозных хозяйств населённый пункт пришёл в упадок. На топографической карте Генштаба СССР 1984 года участок Прокопьевский отмечен как жилой, на карте Генштаба СССР 1985 года — уже как нежилой, из чего можно сделать вывод, что населённый пункт перестал существовать в 1984—1985 годы.